# Deputado Irapuan Pinheiro
Deputado Irapuan Pinheiro est une municipalité brésilienne de État du Ceará. En 2010, elle compte 9 094 habitants.

## Source
- (pt) Cet article est partiellement ou en totalité issu de l’article de Wikipédia en portugais intitulé « Deputado Irapuan Pinheiro » (voir la liste des auteurs).